# 安達顕高
安達 顕高（あだち あきたか、生年不詳 - 元弘3年/正慶2年5月22日（1333年7月4日））は、鎌倉時代末期の武将。鎌倉幕府御家人。安達時顕の子で安達高景の弟。式部大夫。
元服時に北条氏得宗家当主・鎌倉幕府第14代執権・北条高時より偏諱を受けて顕高を名乗ったとみられる。姉妹が高時の正室であることから、得宗家の外戚として権勢を強めたが、『太平記』によれば、元弘3年/正慶2年（1333年）の幕府滅亡（東勝寺合戦）に際し、東勝寺で高時ら北条一門や父兄と共に自害したとされる。